# Gymnocalycium ragonesei
Gymnocalycium ragonesei är en kaktusväxtart som beskrevs av Alberto Castellanos. Gymnocalycium ragonesei ingår i släktet Gymnocalycium och familjen kaktusväxter. Inga underarter finns listade i Catalogue of Life.

## Bildgalleri

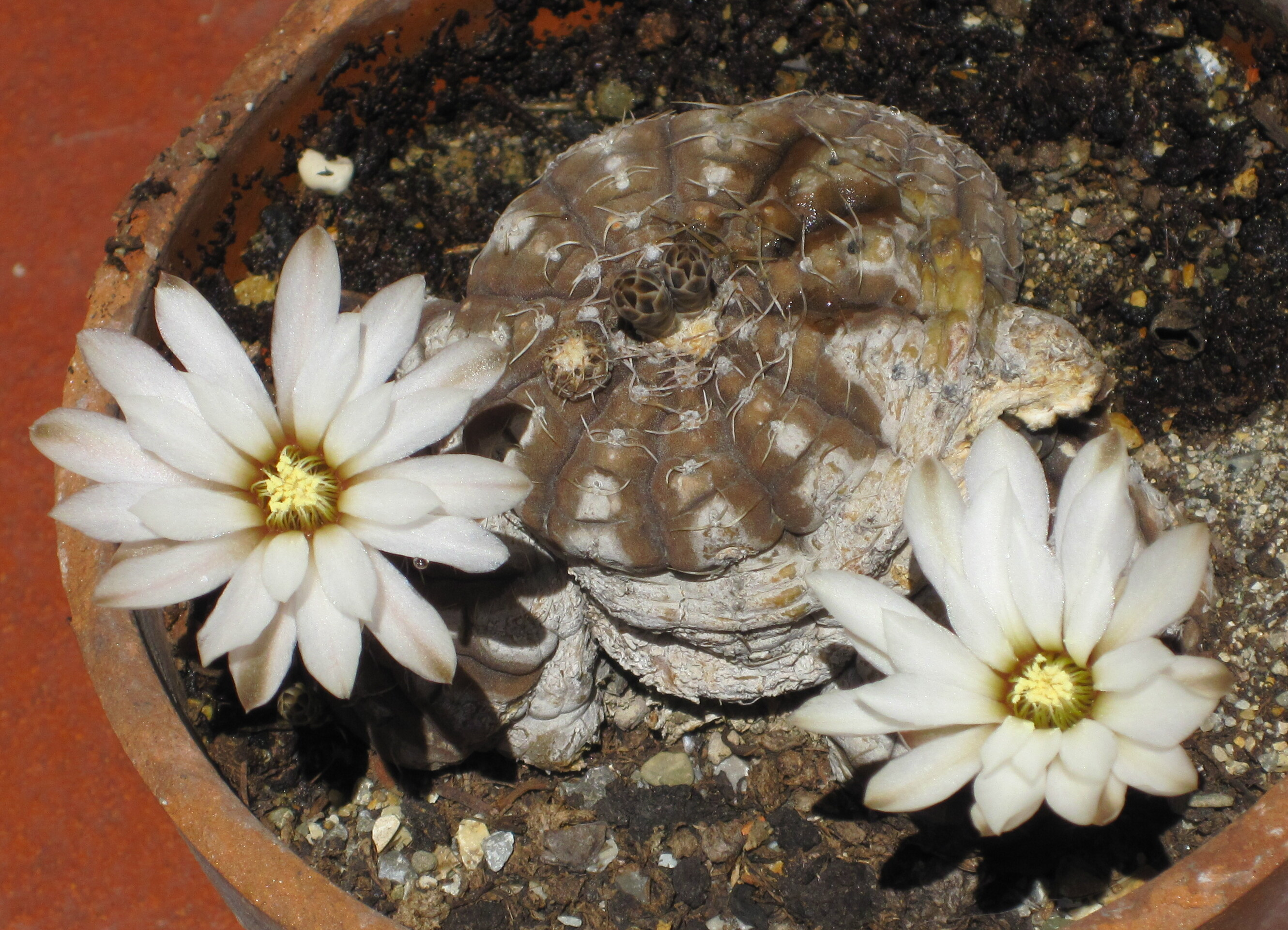
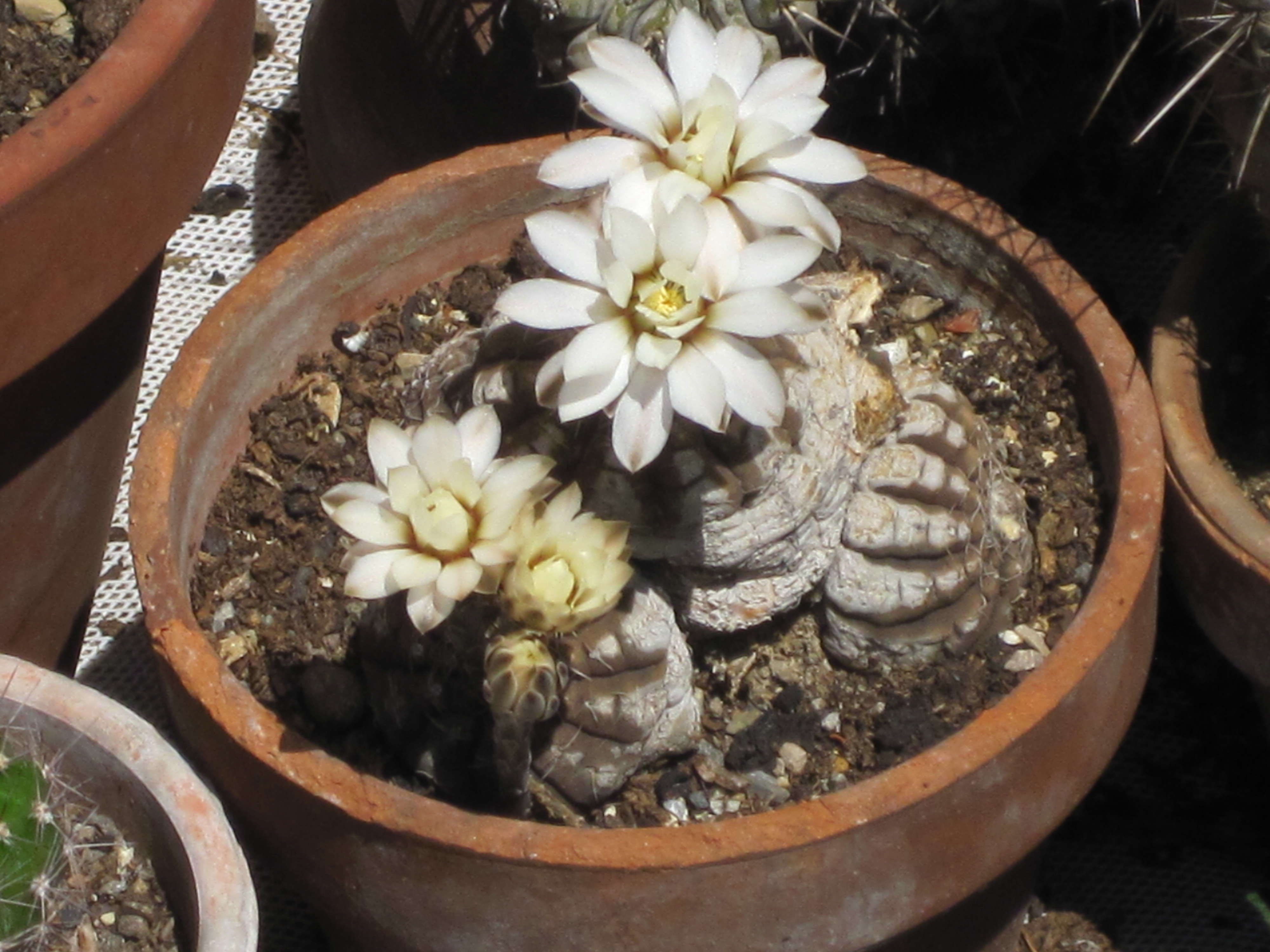
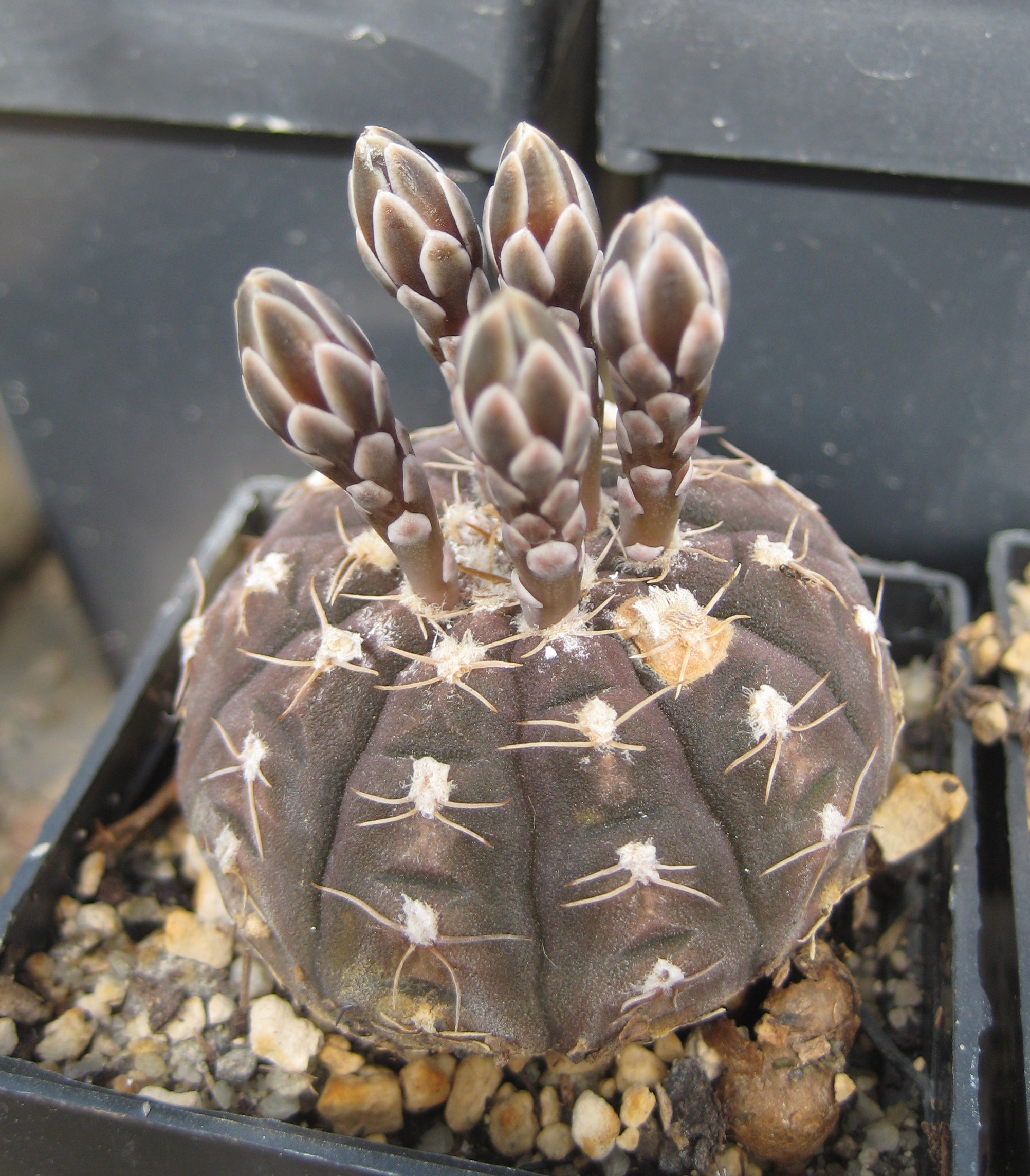
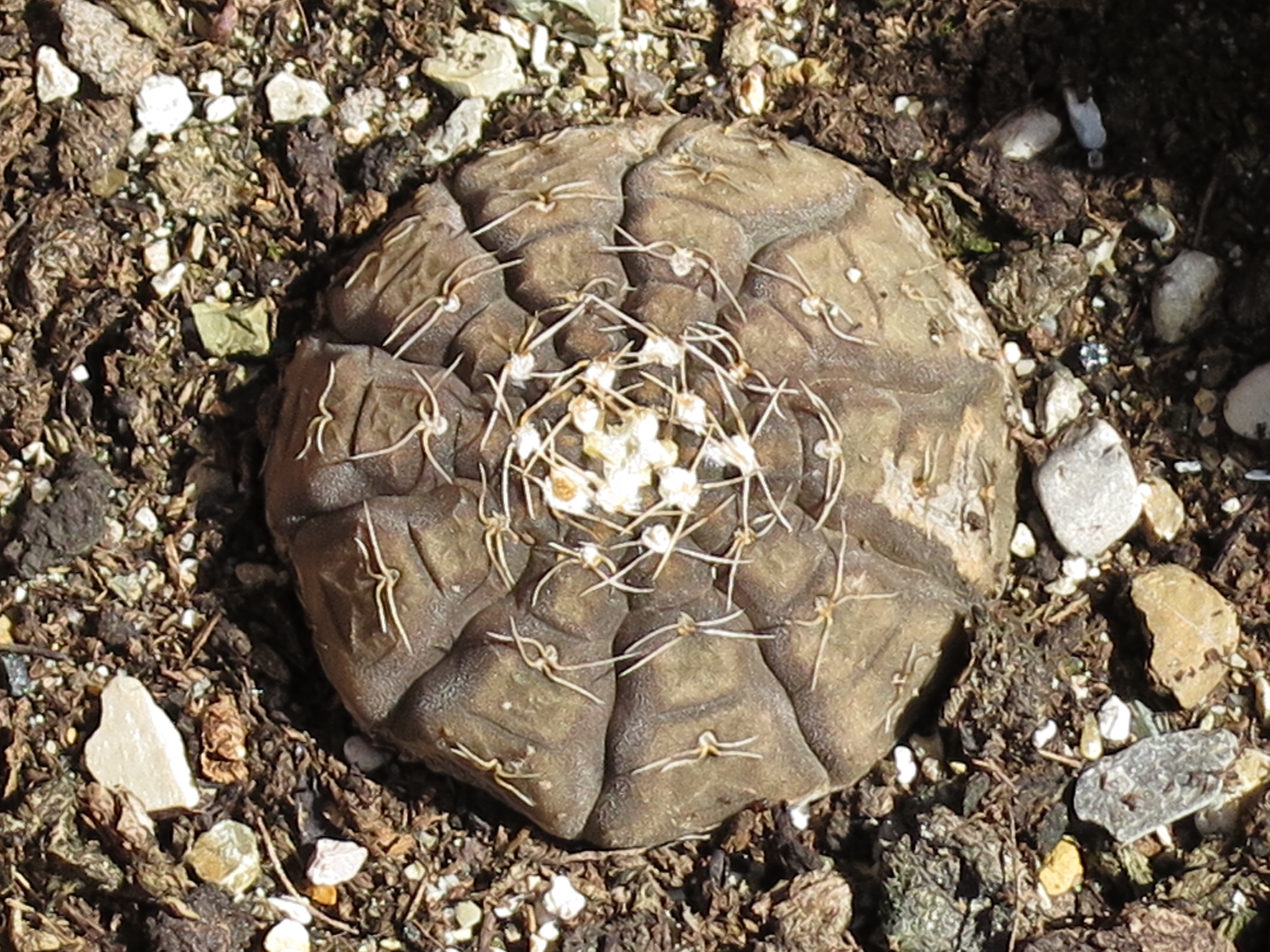
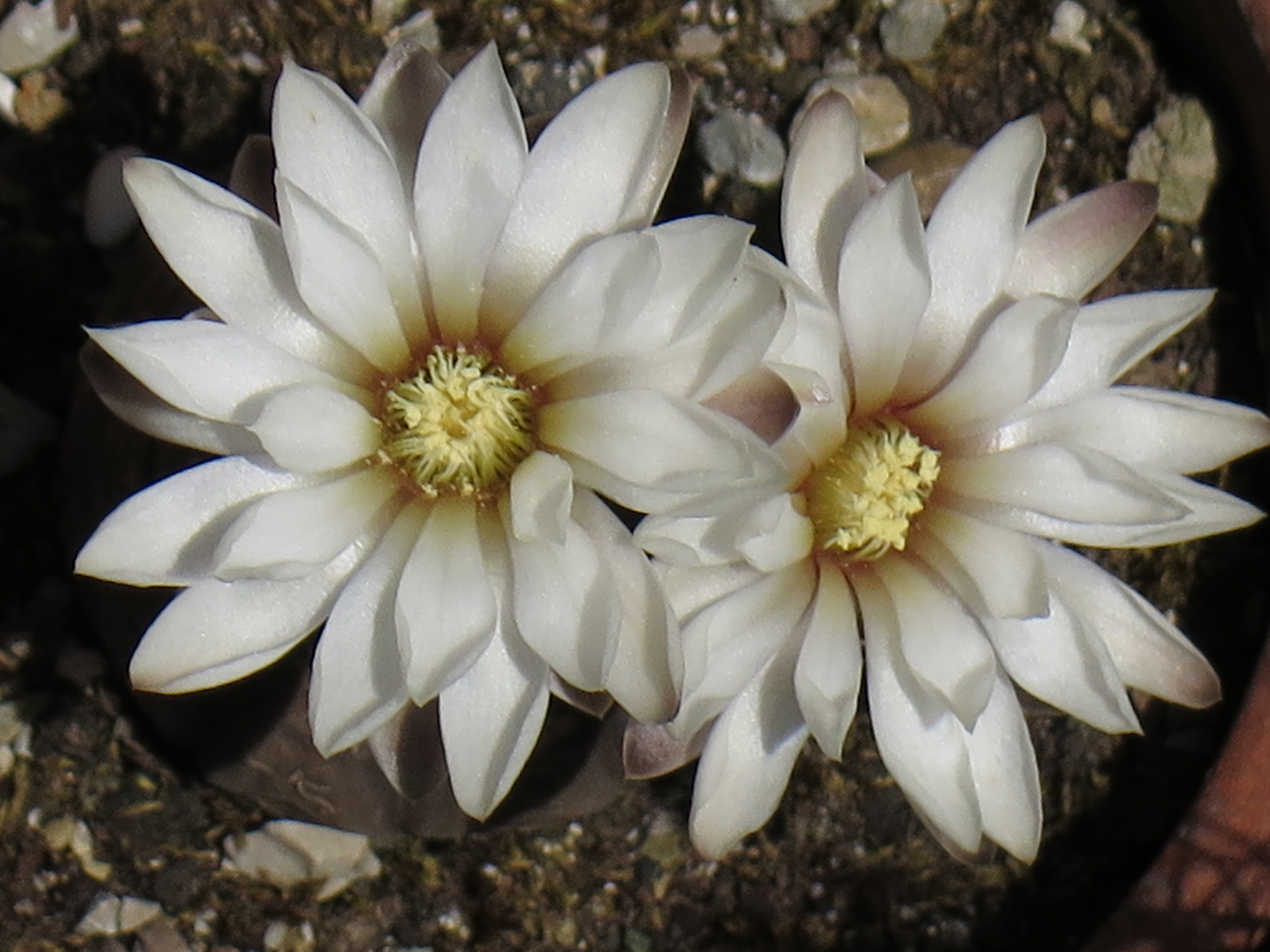